# Oxysarcodexia neivai
Oxysarcodexia neivai är en tvåvingeart som först beskrevs av Mattos 1919.  Oxysarcodexia neivai ingår i släktet Oxysarcodexia och familjen köttflugor. Inga underarter finns listade i Catalogue of Life.